# Sonny Brogan
Pour les articles homonymes, voir Brogan.
Sonny (Patrick) Brogan, né le 4 juillet 1907 et décédé le 1er janvier 1965, est un accordéoniste irlandais de la période de  1930 à 1960, et l'un des musiciens les plus populaires d'Irlande de cette époque,,. Il est parmi les premiers à adopter le système si--do dans la musique traditionnelle, qu'il popularisa dans les années 1950 et 1960. Il commence à jouer sur un mélodéon Hohner à une rangée, puis sur un Paolo Soprani à deux rangs, qu'il utilisa jusqu'à sa mort,. Son accordéon, un modèle gris fait à la main en 1947, est encore utilisé aujourd’hui par l’accordéoniste Paddy O’Brien.

## Les jeunes années
Sonny Brogan est né à Prosperous, dans le comté de Kildare. Il est l'aîné des trois enfants d'Alicia Browne et d'Andrew Brogan. La famille emménage à Dublin, alors que Sonny Brogan est encore petit. C'est durant des vacances, sur la route qui le ramène à Kildare, qu'il entend pour la première fois de la musique irlandaise jouée à l'accordéon par son oncle, Thomas Cleary. À son retour à la maison, sa mère découvre dans ses bagages un mélodéon volé, caché par l'enfant qui s'en est entiché. Il lui est permis de garder l'instrument, et dès lors, il commence à apprendre seul.
Plus tard, il suit des cours de piano et apprend à lire la musique. Il découvre rapidement néanmoins que son oreille lui est plus utile qu'un professeur, et il abandonne alors le papier à musique, comme il a coutume de l'appeler (musique paper). Malgré l'offre du professeur de lui donner des cours gratuitement, l'enfant refuse de continuer des études musicales classiques.
Très attaché à la musique en général, Sonny Brogan possède de nombreux 78 tours d'artistes comme Amelita Galli-Curci, à côté d'une impressionnante collection de disques de Michael Coleman, le fiddler de Sligo qu'il admire par-dessus tout.

## Les années 1930 et 1940
Dans les années 1930 et 1940 il fait partie du Lough Gill Quartet (en), avec son ami Bill Harte, de qui il apprend nombre d'airs qu'il transcrira sur papier dans les tons sol/fa, ou qu'il retiendra simplement de tête. On a dit que Bill Harte et Sonny Brogan sont reconnus pour avoir, parmi les premiers, compris le potentiel de l'accordéon diatonique si/do pour la musique traditionnelle irlandaise, et en conséquence, d'en avoir imaginé et fait connaître la méthode de doigtés. L'un des morceaux que Sonny Brogan enregistre avec le Lough Gill Quartet, Toss the Feathers est de sa composition et il en était très fier.
Sonny Brogan passe quelque temps en Angleterre dans les années 1940, et à son retour George Rowley (fiddler originaire du comté de Leitrim) et Ned Stapleton (un flûtiste de Dublin) écrivent Sonny's Return ('le retour de Sonny') aussi connu sous le nom The Wanderer's Return ('le retour du vagabond').
Visiteur régulier du Piper's Club (Dublin), Sonny Brogan joue avec John Kelly Sr,  Tom Mulligan, Tommy Potts (en), le sonneur de uilleann pipes Tommy Reck, Leo Rowsome (en), Sean Seery et tant d'autres musiciens traditionnels de l'époque. Sonny Brogan anime son propre Céilí Dance Band durant les années 1940, et se produit aux Barry's Hotel et Teachers' Club de Dublin.
Sonny Brogan's Mazurka est une mazurka très connue qui a été popularisée récemment par The Chieftains.

## Les années 1950 et 1960
Barney McKenna, du groupe The Dubliners, est un fervent admirateur de Sonny Brogan, de qui il prit des leçons, tout comme, en 1957, Tony MacMahon, fraîchement débarqué du comté de Clare. Ce dernier a, depuis, systématiquement cité Brogan à chacun de ses concerts. 
L'accordéoniste James Keane est un autre musicien fortement influencé par Sonny Brogan durant sa jeunesse.
Tony MacMahon et Sonny Brogan ont été tous les deux cités par Mick Mulcahy comme faisant partie de ses références.
Sonny Brogan est l'un des musiciens sélectionnés à l'origine par Seán Ó Riada en 1960 pour jouer la musique qui accompagne la pièce The Song of the Anvil de Bryan MacMahon, et de ce fait, devient un des membres fondateurs du groupe Ceoltóirí Chualann.
In 1963, il écrit un article pour le journal folk Ceol dans lequel il souligne sa différence par rapport au style des accordéonistes plus anciens, ainsi que par rapport à celui de ses contemporains. Il se différencie des musiciens modernes, quoique avec quelques nuances avec les positions plus intolérantes des puristes tels que Seán Ó Riada, qui récusent le style récemment adopté par les accordéons à boutons, impropres à leur goût à l'interprétation de la richesse mélodique de la musique traditionnelle irlandaise, en ce qu'il considère leurs caractéristiques techniques comme fondamentalement étrangères à sa conception de la musique de danse irlandaise.
Malgré ces réserves, il apprécie la brillance des nouvelles sonorités, qui attire une nouvelle génération de virtuoses vers l'accordéon.
En revanche, il est particulièrement critique envers « ces triolets que (les jeunes musiciens des années 1960) jettent partout où c'est possible, particulièrement dans les hornpipes… C'est devenu très monotone à l'écoute, ». Il est également fortement opposé à son ami Breandán Breathnach, qui pense que les nouvelles générations n'ont aucun respect pour la tradition.
En 1963, Brendan Breathnach est chargé par l'Educational Company of Ireland de préparer un ouvrage illustré portant sur la musique irlandaise à danser. Sonny Brogan lui procure la plupart des airs, fort, comme le constate l'article de Ceol de « sa connaissance universelle de ce style de musique, de son oreille, et de sa mémoire impressionnante qui lui a permis de stocker au cours des ans des centaines et des centaines d'airs ». Le reel n° 82, Éilís Ní Bhrógáin, est dédié à sa fille.
Seán Ó Riada écrit de lui : « l'un des très rares musiciens qui sont capables de faire que leur musique sonne comme de la vraie musique irlandaise s'appelle Sonny Brogan, de Dublin. Il comprend les limites de son instrument mais se bat pour les dépasser, non pas en introduisant des ornementations malvenues, mais en mettant en valeur les éléments traditionnels. Ses ornementations se réduisent généralement à des simples cuts et autres rolls, comme dans ces reels, où les ornementations pures et les variations subtiles sont souvent plus parlantes et éloquentes que la pléthore de chromatismes à la mode. On devrait toujours être capable d'entendre l'air original distinctement »,.
Le 19 février 1963, Sonny Brogan fait des enregistrements aux RTÉ Studios de Dublin, dont Gorman's Reel, The Hut in the Bog, Morrisson's Jig, The Fourpenny Loaf, Jenny Picking Cockles et Repeal of the Union. En 1980, Gorman's Reel et The Hut in the Bog furent intégrés au triple album Our Musical Heritage (FR003).

## Hommages
Sonny Brogan est enterré à Prosperous. Parmi ceux qui assistèrent aux funérailles sous la neige, malgré les distances et les mauvaises conditions météorologiques, il faut mentionner Ronnie Drew (The Dubliners).
Des hommages publiques furent rendus à l'artiste le 1er janvier 1965 et à cette occasion, Seán Ó Riada, durant l'émission Reachtaireacht an Riadaigh sur Radio Éireann, déclara que « Sonny Brogan était comme une bibliothèque pour la musique irlandaise, et (que) lorsque vous aviez besoin de retrouver quelque chose, il suffisait de chercher dans cette bibliothèque ».
James Keane, l'ami de jeunesse à l'époque des scènes de Dublin, fonda et nomma en son honneur une branche nouvelle de Comhaltas Ceoltóirí Éireann.
John Kelly, le violoniste, déclara que Sonny Brogan était le meilleur musicien qu'il lui ait été donné d'entendre, compte tenu de sa connaissance illimitée des airs et de sa capacité à se souvenir de tous les noms et versions de chaque morceau et de son histoire.
Desún MacLiam écrivit à son sujet « Is cinnte nach mbéidh a leithéid arí again » ('il est certain qu'il n'y en aura pas d'autres comme lui désormais').
Éamon de Buitléar anima une émission spéciale sur RTÉ Radio (en) dédiée à Sonny Brogan le 19 mars 1965.  Ciarán Mac Mathúna fit de même et diffusa quelques-uns des enregistrements, tout en le couvrant d'éloges.
Seán Ó Riada, à son tour, publia un hommage appuyé en l'honneur de l'artiste.